# Podilske, Zolotonoșa
Podilske (în ucraineană Подільське) este o comună în raionul Zolotonoșa, regiunea Cerkasî, Ucraina, formată numai din satul de reședință.

## Demografie
Componența lingvistică a comunei Podilske
     Ucraineană (97,15%)
     Rusă (2,2%)
     Alte limbi (0,13%)
Conform recensământului din 2001, majoritatea populației comunei Podilske era vorbitoare de ucraineană (97,15%), existând în minoritate și vorbitori de rusă (2,2%).